# Aleksander Prystor

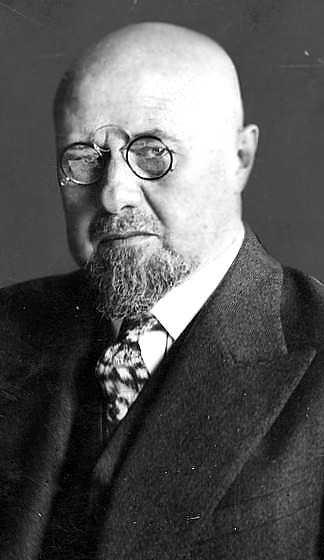
Aleksander Prystor

Aleksander Błażej Prystor (* 2. Januar 1874 in Wilna; † Sommer 1941 im Butyrka-Gefängnis in Moskau) war ein polnischer Oberst, Politiker und Ministerpräsident.

## Leben

### Studium und frühe revolutionäre Tätigkeiten
Prystor absolvierte von 1894 bis 1901 ein Studium der Mathematik und der Medizin an der Lomonossow-Universität in Moskau sowie der Kaiserlichen Universität Dorpat. Er entwickelte bereits während der Studienzeit Sympathien für die Unabhängigkeit Polens vom Russischen Reich und die revolutionären Ideen der Kampforganisation der Polnischen Sozialistischen Partei (Organizacja Bojowa PPS), der Polnischen Sozialistischen Partei – Revolutionäre Fraktion (Polska Partia Socjalistyczna – Frakcja Rewolucyjna), der Union für bewaffnete Kämpfe (Związek Walki Czynnej) sowie des 1910 gegründeten Schützenverbandes „Strzelec“ (Związek Strzelecki „Strzelec“), in dem er an Offizierslehrgängen teilnimmt. Dadurch bekam er auch Kontakt zu Józef Piłsudski unter dessen Führung er am 26. September 1908 am Überfall auf einen russischen Personen- und Postzug in der Nähe der litauischen Stadt Bezdany, dem so genannten „Bezdany-Überfall“ (Akcja pod Bezdanami), teil.
1912 wurde er aufgrund seiner Aktivitäten verhaftet und verbrachte anschließend bis zu seiner Entlassung 1917 fünf Jahre in russischer Haft in Orjol. Nach seiner Haftentlassung trat er sogleich der Polnischen Militärorganisation (POW, polnisch Polska Organizacja Wojskowa) bei und wird Mitglied des Oberkommandos der POW in Warschau.

### Unabhängigkeit und Aufstieg zum Minister- und Senatspräsidenten
Nach der Unabhängigkeit Polens am 22. November 1918 ist er von 1918 bis 1922 Unterstaatssekretär im Ministerium für Arbeit und Soziale Wohlfahrt. Während des Polnisch-Sowjetischen Krieges von 1919 bis 1920 gehörte er als Freiwilliger zugleich einer kämpfenden Einheit an und wird Offizier für Sonderaufträge des Obersten Befehlshabers Piłsudski. Zuletzt bekleidete er den Rang eines Obersts und gehörte als solcher der Obristen-Clique, dem inneren Beraterkreis von Marschall Piłsudski an. Darüber hinaus war er von 1920 bis 1923 politischer Berater von Generalleutnant Lucjan Żeligowski, der zu dieser Zeit zunächst Militärdiktator von Mittellitauen und dann Inspekteur des Heeres war.
Nach dem von Piłsudski befehligten Maiputsch 1926 wird er Kabinettschef des Generalinspektors der Streitkräfte. Im April 1929 wird er Arbeitsminister in den Regierungen von Kazimierz Świtalski und Kazimierz Bartel und übt dieses Amt bis März 1930 aus. Im Dezember 1930 berief ihn Ministerpräsident Walery Sławek zum Minister für Industrie und Handel, ein Amt, in dem er offenkundig unerfahren war.
Am 27. Mai 1931 wurde er als Nachfolger von Sławek Ministerpräsident. Als solcher war er bis zum 12. Mai 1933 im Amt und wurde dann von Janusz Jędrzejewicz abgelöst. Sein Kabinett folgt dabei den wirtschaftlichen Erfahrungen der westeuropäischen Demokratien, den USA, aber auch denen der autoritären Staaten Sowjetunion und Italien. Darüber hinaus beteiligte er sich später an einer Wahlrechtsreform zur Wahl des Senats der vierten Wahlperiode (1935–1938), nach der aufgrund von Alters- und Vermögensauflagen jedoch nur zwei Prozent der Staatsbürger wahlberechtigt waren. Im Auftrag von Piłsudski ist er 1934 Unterhändler für die Verbesserung der litauisch-polnischen Beziehungen.
Im Oktober 1935 wurde er als Vertreter der polnischen Minderheit von Vilnius zum Senator gewählt. Am 4. Oktober 1935 erfolgte auf der ersten Plenarsitzung dann als Nachfolger von Władysław Raczkiewicz seine Wahl zum Präsidenten des Senats (Senatsmarschall (Marszałek Senatu)). Dieses Amt bekleidete er bis zu seiner Ablösung durch Bogusław Miedziński am 18. November 1938. Dem Senat der fünften Wahlperiode (1938–1939) gehört er als Senator ebenfalls wieder an und war zugleich Vorsitzender der Ausschüsse für Haushalt, Wirtschaft und Landwirtschaft.
Nach der sowjetischen Besetzung Ostpolens im September 1939 floh er in das neutrale Litauen. Dort wurde er jedoch nach der Annexion des Landes durch die Sowjetunion 1940 durch das Volkskommissariat für innere Angelegenheiten (NKWD) verhaftet und in das Butyrka-Gefängnis von Moskau verlegt, wo er im folgenden Jahr starb.
Sein symbolisches Grab befindet sich auf dem Powązki-Friedhof in Warschau.